# 2011 US411
2011 US411, também escrito como 2011 US411, é um corpo menor que está localizado no disco disperso, uma região do Sistema Solar. Este corpo celeste é classificado como um threetino, pois, o mesmo está em uma ressonância orbital de 1:3 com o planeta Netuno. Ele possui uma magnitude absoluta de 9,2 e tem um diâmetro estimado com cerca de 64 km.

## Descoberta
2011 US411 foi descoberto no dia 26 de maio de 2011 pelo astrônomo M. Alexandersen.

## Órbita
A órbita de 2011 US411 tem uma excentricidade de 0,499 e possui um semieixo maior de 62,381 UA. O seu periélio leva o mesmo a uma distância de 31,231 UA em relação ao Sol e seu afélio a 93,532 UA.